# Мокрена
Мокрена (њем. Mockrehna) општина је у њемачкој савезној држави Саксонија. Једно је од 36 општинских средишта округа Сјеверна Саксонија. Према процјени из 2010. у општини је живјело 5.444 становника. Посједује регионалну шифру (AGS) 14730190.

## Географски и демографски подаци
Мокрена се налази у савезној држави Саксонија у округу Сјеверна Саксонија. Општина се налази на надморској висини од 99 метара. Површина општине износи 115,2 km². У самом мјесту је, према процјени из 2010. године, живјело 5.444 становника. Просјечна густина становништва износи 47 становника/km².